# Паладин душ
«Паладин душ» (англ. Paladin of Souls) — фэнтезийный роман американской писательницы Лоис Макмастер Буджолд, изданный в 2003 году. Роман входит в Шалионский цикл. В 2004 году роман получил все три главные американские премии жанра — «Небьюлу», «Хьюго» и «Локус».

## Сюжет
Хотя роман и входит в Шалионский цикл, но главные герои «Проклятия Шалиона» появляются здесь эпизодически. Роман сюжетно практически независим от первой части. Его главным героем является вдовствующая королева Иста. Проклятие, от которого она не смогла уберечь своих детей, и убийство любовника мужа, канцлера ди Льютеса, которое она совершила, легло тяжким бременем на психику Исты. Семья её брата считает Исту сумасшедшей и держит взаперти. Однако визит Люпа ди Кэсерила, получившего от богов второе зрение, послужил толчком, в результате которого Иста решает изменить свою жизнь и самостоятельно решить все свои проблемы. В итоге ей удаётся сбежать из заточения и отправиться в паломничество, чтобы вернуть себя себе. По пути она понимает, что боги имеют на неё некоторые виды. И во время этого пути ей предстоит решить очень непростой магический парадокс.

## История создания
По мнению критиков, возможно, что основной причиной, которая побудила Буджолд написать новый роман, стало желание «вознаградить» королеву, которая пережила очень много потрясений. В первом романе Шалионского цикла, «Проклятие Шалиона», Иста — эпизодический персонаж. Здесь же всё внимание сосредоточено на ней. Этим роман схож с другим романом Буджолд — «Барраяром», где также описывается роль женщины в обществе, в котором главная роль принадлежит мужчинам. И так же, как и Корделия Нейсмит-Форкосиган, королева Иста — сильная женщина, которая не намерена мириться с привычной для общества жизнью. Однако есть и отличие. Иста, в отличие от Корделии, одинока и вынуждена полагаться только на себя, в то время как у Корделии есть немало последователей.
Теологическая шарада, которая представлена в романе, гораздо более запутана, чем в первом романе цикла. При этом роман «Паладин душ» является ярким представителем «женской фантастики», в нём очень много внимания уделено моральным переживаниям героини и он представляет собой качественно написанную психологическую драму.
Роман был впервые опубликован в США в сентябре 2003 года и был очень хорошо принят читателями. В 2004 году роман получил все три главные премии американской фантастики — «Небьюлу», «Хьюго» и «Локус». Роман неоднократно переиздавался в США, его перевели на многие языки, включая русский.

## Награды и номинации
- Премия «Небьюла» за лучший роман: 2004 год (победитель)
- Премия «Хьюго» за лучший роман: 2004 год (победитель)
- Премия «Локус» за лучший роман фэнтези: 2004 год (победитель)

## Русскоязычные издания
Впервые на русском языке роман был издан в 2005 году в переводе А. Ютановой. В отличие от издания первого романа цикла, здесь не перевраны имена персонажей. В этом же переводе роман был переиздан в 2007 году.